# Peñarroya de Tastavíns
Peñarroya de Tastavíns är en ort i Spanien.   Den ligger i provinsen Provincia de Teruel och regionen Aragonien, i den östra delen av landet, 300 km öster om huvudstaden Madrid. Peñarroya de Tastavíns ligger 764 meter över havet och antalet invånare är 522.
Terrängen runt Peñarroya de Tastavíns är kuperad. Runt Peñarroya de Tastavíns är det mycket glesbefolkat, med 5 invånare per kvadratkilometer. Närmaste större samhälle är Valderrobres, 16,1 km nordost om Peñarroya de Tastavíns. Trakten runt Peñarroya de Tastavíns består till största delen av jordbruksmark.